# Wolfgang Neuschmidt
Wolfgang Neuschmidt (* 7. März 1901 in Söll; † 9. Februar 1977) war ein österreichischer Justizbeamter und ein Gerechter unter den Völkern.

## Rettung jüdischer Gefangener
1944 baten fünf jüdische Gefangene in der Innsbrucker Haftanstalt den Justizbeamten Neuschmidt um Hilfe. Der Innsbrucker Polizeiinspektor Karl Dickbauer und sein Kollege Anton Dietz waren bereits beauftragt worden, einen Transport für Häftlinge des Innsbrucker Gefängnisses in das KZ Auschwitz vorzubereiten. Unter den 88 Häftlingen befanden sich fünf polnische Jüdinnen – Leokadia Justman-Wisńicky, Mirjam Fuchs, Paulina Janaszewicz, Regina Litmann-Rundbaker und Ruth Litman-Eisenberg. Sie waren am 13. März 1944 von der Gestapo verhaftet worden, nachdem sie sich als christlich-polnische Fremdarbeiterinnen ausgegeben hatten.
Wolfgang Neuschmidt sprach bei seinem Vorgesetzten Karl Dickbauer für die Mädchen mit der Begründung vor, dass sie für den Küchendienst im Gefängnis benötigt werden. Polizeiinspektor Dickbauer ließ die Papiere der Mädchen verschwinden. Sie wurden nicht dem Transport nach Auschwitz angeschlossen, sondern blieben im Gefängnis und wurden in der Gefängnisküche beschäftigt.
Als am 18. Jänner 1945 der Befehl eintraf, alle Insassen des Gefängnisses ins KZ Bergen-Belsen zu transportieren, half Dickbauer bei der Flucht der Mädchen aus dem Gefängnis. Der Kriminalpolizist Rudi Moser bot ebenso seine Hilfe an. Leokadia Justman-Wisńicki und Mirjam Fuchs gelang es in der Nacht mit Hilfe der Polizeiinspektoren Dietz und Dickbauer, aus dem Gefängnis zu entkommen.
Erwin Lutz bot ihnen als ersten Zufluchtsort seine Wohnung in Innsbruck an. Danach versteckten sie sich in der Wohnung von Maria Stocker, einer Bekannten von Rudi Moser. Durch den Einsatz der erwähnten Österreicher, die dadurch ihr eigenes Leben in Gefahr brachten, überlebten Leokadia Justman-Wisńicki und Mirjam Fuchs den Holocaust.